# Mimus (geslacht)
Mimus is een geslacht van zangvogels uit de familie spotlijsters (Mimidae).

## Soorten
Het geslacht kent de volgende soorten:
- Mimus dorsalis  – Bruinrugspotlijster
- Mimus gilvus  – Tropische spotlijster
- Mimus graysoni  – Socorrospotlijster
- Mimus gundlachii  – Bahamaspotlijster
- Mimus longicaudatus  – Langstaartspotlijster
- Mimus macdonaldi  – Españolaspotlijster
- Mimus melanotis  – Sancristóbalspotlijster
- Mimus parvulus  – Galapagosspotlijster
- Mimus patagonicus  – Patagonische spotlijster
- Mimus polyglottos  – Spotlijster
- Mimus saturninus  – Camposspotlijster
- Mimus thenca  – Chileense spotlijster
- Mimus trifasciatus  – Floreanaspotlijster
- Mimus triurus  – Witbandspotlijster